# Украина на «Евровидении-2003»
Украина впервые приняла участие в конкурсе Евровидение, проходившем в столице Латвии Риге в 2003 году. Представлял страну исполнитель Александр Пономарёв с песней "Hasta La Vista", заняв в финале четырнадцатое место с 30 баллами.

## Национальный отбор
Популярный украинский певец Александр Пономарёв в результате закрытого национального отбора был выбран в качестве исполнителя, удостоенного чести впервые представлять Украину на музыкальном конкурсе Евровидение. Специально для украинского дебюта израильским композитором Цвикой Пик в соавторстве с поэтессой Мирит Шем-Ур была написана англоязычная песня "Hasta La Vista".

## Выступление на Евровидении
В финале Александр Пономарёв выступал под номером 16, между представителями Великобритании и Греции. По окончании голосования песня "Hasta La Vista" получила 30 баллов от 5 стран. Наивысший балл — десять, Украина получила от соседней Польши. По результатам голосования украинских телезрителей 12 баллов были отданы России. Таким образом Украина заняла 14-е место из 26 возможных.

### Голоса телезрителей Украины
| Голоса телезрителей Украины | Голоса телезрителей Украины |
| --------------------------- | --------------------------- |
| Оценка                      | Страна                      |
| 12                          | Россия                      |
| 10                          | Бельгия                     |
| 8                           | Польша                      |
| 7                           | Норвегия                    |
| 6                           | Румыния                     |
| 5                           | Швеция                      |
| 4                           | Исландия                    |
| 3                           | Португалия                  |
| 2                           | Турция                      |
| 1                           | Ирландия                    |

### Голоса за украинского исполнителя
| Голоса за Украину | Голоса за Украину |
| ----------------- | ----------------- |
| Оценка            | Страны            |
| 12                |                   |
| 10                | Польша            |
| 8                 | Россия            |
| 7                 |                   |
| 6                 |                   |
| 5                 | Латвия            |
| 4                 | Израиль           |
| 3                 | Эстония           |
| 2                 |                   |
| 1                 |                   |